# Championnats du monde d'escrime en fauteuil roulant 2006
Navigation
Édition précédente Édition suivante
Les championnats du monde d'escrime en fauteuil roulant 2006 se sont déroulés du 30 septembre au 7 octobre à Turin en Italie. Ils ont lieu dans le cadre des championnats du monde d'escrime 2006.

## Médaillés
Les mentions A, B et C correspondent à différentes catégories :
- catégorie A : avec équilibre du tronc ;
- catégorie B : sans équilibre du tronc ;
- catégorie C : tétraplégique.

Les épreuves par équipes ne tiennent pas compte de cette classification.

### Podiums masculins
| Épreuves                  | Or                                                                               | Argent                                                                            | Bronze                                                                                 |
| ------------------------- | -------------------------------------------------------------------------------- | --------------------------------------------------------------------------------- | -------------------------------------------------------------------------------------- |
| Épée individuelle cat. A  | Robert Citerne                                                                   | Zhang Chong                                                                       | Dariusz Pender (en) Zhou Jianping                                                      |
| Épée individuelle cat. B  | Abdulwahad Alsaeidi                                                              | Grzegorz Pluta (en)                                                               | Alim Latrèche Robert Wysmierski                                                        |
| Épée individuelle cat. C  | Curtis Lovejoy                                                                   | Oleksiy Sundiyev                                                                  | William Russo Adam Michalowski                                                         |
| Épée par équipes          | Pologne- Robert Wysmierski - Grzegorz Pluta - Radoslaw Stanczuk - Dariusz Pender | Chine- Zhang Lei - Zhang Chong - Zhou Jianping - Hu Daoliang (en)                 | Koweït- Tariq Alqallaf - Abdullah Alhaddad - Mohammad Almansouri - Abdulwahad Alsaeidi |
| Fleuret individuel cat. A | Zhang Lei                                                                        | Zhang Chong                                                                       | Dariusz Pender Ludovic Lemoine                                                         |
| Fleuret individuel cat. B | Hui Charn Hung (es)                                                              | Pál Szekeres                                                                      | Hu Daoliang Chung Ting Ching                                                           |
| Fleuret individuel cat. C | Curtis Lovejoy                                                                   | Oleksiy Sundiyev                                                                  | William Russo Adam Michalowski                                                         |
| Fleuret par équipes       | Chine- Zhang Lei - Zhang Chong - Ye Ruyi - Hu Daoliang                           | Italie- Alberto Pellegrini - Matteo Betti (en) - Alessio Sarri - Alessandro Lepri | Hong Kong- Chan Wing Kin - Cheong Meng Chai - Hui Charn Hung - Chung Ting Ching        |
| Sabre individuel cat. A   | Ye Ruyi                                                                          | Andrea Pellegrini                                                                 | Stephan Makowski Cheong Mai Chai                                                       |
| Sabre individuel cat. B   | Robert Wysmierski                                                                | Marc-André Cratère                                                                | Pál Szekeres Serhiy Shenkevych                                                         |
| Sabre par équipes         | Chine- Zhang Lei - Zhang Chong - Ye Ruyi - Hu Daoliang                           | Italie- Alberto Pellegrini - Matteo Betti - Alessio Sarri - Alessandro Lepri      | Hong Kong- Chan Wing Kin - Cheong Meng Chai - Hui Charn Hung - Chung Ting Ching        |

### Podiums féminins
| Épreuves                  | Or                                                                         | Argent                                       | Bronze                                                                                |
| ------------------------- | -------------------------------------------------------------------------- | -------------------------------------------- | ------------------------------------------------------------------------------------- |
| Épée individuelle cat. A  | Yu Chui Yee                                                                | Zhang Wenxin                                 | Veronika Juhasz Dagmara Witos                                                         |
| Épée individuelle cat. B  | Chan Yui Chong (en)                                                        | Annabel Breuer (en)                          | Sylvie Magnat Marta Makowska                                                          |
| Épée par équipes          | Hong Kong- Yu Chui Yee Yu - Fan Pui Shan - Chan Yui Chong - Justine Ng     | Chine- Zheng Chunhua - Zhang Wenxin - Ye Hua | Hongrie- Zsuzsanna Krajnyák (en) - Andrea Jurak - Veronika Juhasz - Gyöngyi Dani (en) |
| Fleuret individuel cat. A | Zhang Wenxin                                                               | Sabrina Poignet                              | Yu Chui Yee Zheng Chunhua                                                             |
| Fleuret individuel cat. B | Chan Yui Chong                                                             | Sylvie Magnat                                | Annabel Breuer Gyöngyi Dani                                                           |
| Fleuret par équipes       | Hong Kong- Yu Chui Yee - Wong Kit Mui (es) - Chan Yui Chong - Fan Pui Shan | Chine- Ye Hua - Zhang Wenxin - Zheng Chunhua | Hongrie- Gyöngyi Dani - Veronika Juhasz - Zsuzsanna Krajnyák - Judit Pálfi (en)       |

## Tableau des médailles
| Rang  | Nation     | Or | Argent | Bronze | Total |
| ----- | ---------- | -- | ------ | ------ | ----- |
| 1     | Hong Kong  | 6  | 0      | 5      | 11    |
| 2     | Chine      | 4  | 7      | 4      | 14    |
| 3     | Pologne    | 2  | 2      | 8      | 12    |
| 4     | France     | 2  | 3      | 3      | 8     |
| 5     | Allemagne  | 1  | 1      | 1      | 3     |
| 6     | Koweït     | 1  | 0      | 1      | 2     |
| 7     | États-Unis | 1  | 0      | 0      | 1     |
| 8     | Italie     | 0  | 3      | 1      | 4     |
| 9     | Hongrie    | 0  | 1      | 5      | 6     |
| 10    | Ukraine    | 0  | 1      | 2      | 3     |
| Total | Total      | 17 | 17     | 30     | 64    |